# Vrouviána
Vrouviána är en ort i Grekland.   Den ligger i prefekturen Nomós Aitolías kai Akarnanías och regionen Västra Grekland, i den centrala delen av landet, 230 km nordväst om huvudstaden Aten. Vrouviána ligger 511 meter över havet och antalet invånare är 256.
Terrängen runt Vrouviána är kuperad åt sydost, men åt nordväst är den bergig. Runt Vrouviána är det glesbefolkat, med 9 invånare per kvadratkilometer. Närmaste större samhälle är Epinianá, 18,0 km öster om Vrouviána. 